# Quarters!
Quarters! è il sesto album in studio del gruppo musicale di rock psichedelico australiano King Gizzard & the Lizard Wizard, pubblicato il primo maggio 2015 dalla Heavenly Records. Ha raggiunto la posizione numero 99 della ARIA Charts, prima volta per un lavoro della band.

## Descrizione
Quarters! è composto da quattro brani, ognuno dalla durata di dieci minuti e dieci secondi, ovvero esattamente un quarto della durata totale dell'album (e questo spiega il titolo). Basandosi sulla jazz-fusion e sull'acid rock, il sound più rilassato del disco è stato descritto dalla band come «diverso da qualsiasi cosa abbiamo pubblicato prima» e come «un album più incline a far sobbalzare la testa e i fianchi piuttosto che a far perdere le scarpe in un mosh violento».
Stu Mackenzie ha poi raccontato nel 2015 la genesi delle quattro composizioni:
«Volevo creare un disco in cui non dovessi urlare, oltre a esplorare alcune "strutture canzone" ripetitive e più lunghe. Quattro tracce, quattro quarti, ognuna di 10:10 minuti precisi, ognuna una jam estesa piena di melodie, il rivolo occasionale di acqua, funk spaziale, risate come i Pink Floyd e groove deliziosamente semplici. Inoltre non volevo usare pedali di chitarra brutali o cantare attraverso amplificatori di chitarra saltati fuori così come di solito farei.»

## Accoglienza
| Recensione   | Giudizio |
| ------------ | -------- |
| MC           | 68/100   |
| AllMusic     | [ 6 ]    |
| The Guardian | [ 7 ]    |

Quarters! è stato generalmente ben accolto dalla critica musicale. Metacritic gli assegna un voto medio di 68 su 100, basato su 8 recensioni, indicante un'opinione del prodotto "generalmente favorevole".
Scrivendo per il The Guardian, Everett True ha notato durante l'album che «i King Gizzard & the Lizard Wizard svelano misteri, eseguono magie, stuzzicano melodie da intricati schemi musicali e fanno tutto con una faccia che sarebbe giusta, eccetto che per troppe sostanze prese che alterano la mente.»

## Tracce
Testi di Stu Mackenzie.
1. The River – 10:10
2. Infinite Rise – 10:10
3. God is in the Rhythm – 10:10
4. Lonely Steel Sheet Flyer – 10:10

Durata totale: 40:40

## Formazione
- Michael Cavanagh – batteria, conga
- Ambrose Kenny-Smith – armonica, voce
- Stu Mackenzie – voce, chitarra
- Cook Craig – chitarra
- Joey Walker – chitarra, voce, contrabbasso
- Lucas Skinner – basso elettrico, contrabbasso
- Eric Moore – batteria, percussioni

## Posizione in classifica
| Classifica (2015)        | Posizione |
| ------------------------ | --------- |
| Australian Albums (ARIA) | 99        |